# Hyeon
Le hyeon (coréen : 현, hanja : 縣) est un ancien type de subdivision administrative de la Corée, pendant les périodes Silla (-57 – 935), Goryeo (918 – 1232 et 1270 – 1392), pendant laquelle il y en avait jusqu'à 335, et Joseon (1392 – 1897), pendant laquelle il y en avait jusqu'à 164.
Ce type de subdivision a été aboli lors de la réforme Gabo (1894 — 1896).